# Steven Universe: Unleash the Light
Steven Universe: Unleash the Light é um jogo de ação e aventura baseado e ocorrendo após os eventos finais da série animada Steven Universo .
O jogo é o terceiro e último jogo da trilogia, depois de Ataque ao Prisma e Salve o Prisma. O jogo foi desenvolvido pela Grumpyface Studios e publicado pela Cartoon Network Games. O enredo foi escrito por Rebecca Sugar e apresenta vozes do elenco original da série.
O jogo foi anunciado ainda em 2019.
O jogo foi lançado inicialmente apenas para iOS em novembro de 2019 como parte do lançamento do Apple Arcade e de seus produtos. Em fevereiro de 2021, o jogo foi lançado simultaneamente para PC, Xbox One, PlayStation 4, e Nintendo Switch.

## Jogabilidade
Ocorrendo após o fim da série original, o jogo começa com Steven descobrindo que existem mais dois prismas de luz após os eventos de Save The Light .
O jogo segue o formato clássico de RPG, com o jogador aumentando os níveis de seus personagens lutando contra inimigos em diversas áreas que funcionam como colônias. A batalha é de estratégia, com turnos e uma quantidade limitada de ataques por turno, vindo de seus pontos de carambola (estrela). Cada personagem tem seus próprios movimentos únicos, com muitos dos de Steven sendo baseados em cura.
O jogador só pode trazer quatro personagens por vez. Steven está sempre disponível, e o jogador pode optar por jogar com Garnet, Pérola, Ametista, Lápis Lazuli, Bismuto, Peridot, Connie e Leão, Greg e Hessonita. Durante a batalha, alguns personagens têm a capacidade de se fundir. Ao contrário dos jogos anteriores, os jogadores têm a opção de desbloquear trajes alternativos para os personagens.

## Recepção
A versão iOS do jogo foi elogiada pela crítica e pelo público. Ele recebeu 5 estrelas no TouchArcade, que o descreveu como uma "Gem do Apple Arcade",
 enquanto a Game Informer o chamou de "um diamante bruto entre as adaptações de filmes/televisão para videogames". George Foster, do RPG Site, comentou que, embora os fãs do programa apreciem mais o jogo, este apresenta uma fluidez que se torna suficiente para pessoas que não acompanham o show e elogiou as interações dos personagens como tendo tido uma melhora desde o jogo anterior.
Mike Fahey, do Kotaku, afirmou que apreciava a simplicidade do jogo, comparando-o com Paper Mario em sua mecânica de jogo e dizendo que nunca se sentiu cansado para jogar o jogo.